# I Want a New Drug
I Want a New Drug ist der Titel eines von Chris Hayes und Huey Lewis geschriebenen Liedes, das erstmals von der US-amerikanischen Band Huey Lewis & the News aufgenommen wurde. Es wurde im Dezember 1983 als zweite Single aus dem Album Sports ausgekoppelt und avancierte zum Charthit.

## Hintergrund
The Heart of Rock & Roll und I Want a New Drug waren die ersten beiden Lieder, die für das Album geschrieben wurden, und beide entstanden im Tourbus der Band. I Want a New Drug wurde 1982 von der Band im Record-Plant-Studio in Sausalito aufgenommen. Johnny Colla schrieb das Arrangement für die Bläser innerhalb von 5 Minuten und verdreifachte anschließend die Aufnahme seiner Saxofon-Tonspur. Das Album erschien jedoch erst im September 1983. I Want a New Drug wurde nach einem ersten Erfolg der im August 1983 vorab ausgekoppelten Single Heart and Soul im Januar 1984 veröffentlicht.
Die auf dem Album Sports enthaltene Fassung des Liedes hatte eine Länge von 4:46 Minuten, die Single bot eine auf 3:29 Minuten gekürzte Version. Für die Veröffentlichung als Maxi-Single wurde ein „Extended Mix“ mit einer Länge von 5:32 Minuten erstellt. In einigen Ländern (u. a. Australien und Neuseeland) erschien das Lied als I Want a New Drug Called Love bzw. I Want a New Drug (Called Love), im spanischen Sprachraum (Peru, Mexiko, Spanien) als I Want A New Drug (Yo Quiero Una Nueva Droga). In Australien wurde das Lied auch in einer Instrumentalfassung als B-Seite der als Dance Mix bezeichneten Maxi-Single veröffentlicht.

## Beteiligte Musiker der Ersteinspielung
- Huey Lewis – Gesang, Mundharmonika
- Mario Cipollina – Bass
- Johnny Colla – Gitarre, Saxophon
- Bill Gibson – Schlagzeug, Perkussions
- Chris Hayes – Gitarre
- Sean Hopper – Keyboard

Tower of Power Bläsergruppe
- Emilio Castillo (Tenor-Saxophon)
- Richard Elliot (Tenor-Saxophon)
- Stephen „Doc“ Kupka (Bariton-Saxophon)
- Greg Adams (Trompete)
- Lee Thornburg (Trompete)

## Rechtsstreit
Ray Parker, Jr. wurde 1984 von den Produzenten des Films Ghostbusters mit der Entwicklung des Titelliedes zum Film beauftragt. Im Verlauf des Jahres wurde er von Huey Lewis & the News mit dem Hinweis auf die Gemeinsamkeiten der Lieder Ghostbusters und I Want a New Drug verklagt. Nach Angaben der Band wirkte das Plagiat besonders schädlich, weil Ghostbusters Platz 1 der Charts erreichte, wo es sich drei Wochen hielt. Die Parteien einigten sich 1995 außergerichtlich.
In einem Artikel des „Premiere Magazine“ gaben die Filmproduzenten 2004 zu, das Lied I Want a New Drug vorübergehend als Hintergrundmusik für zahlreiche Szenen verwendet zu haben. Sie gaben ferner an, Huey Lewis & The News angeboten zu haben, das Hauptthema für den Film zu schreiben, was die Gruppe jedoch abgelehnt habe. Um ihn beim Schreiben des Titelliedes zu unterstützen, hätten sie Ray Parker Jr. daraufhin mit Ausschnitten aus dem Film versorgt, die noch die Musik von Huey Lewis & The News enthielten.
Der Streit flammte 2001 erneut auf, nachdem Huey Lewis in einem Interview im Rahmen der von VH1 produzierten Serie Behind the Music über das Plagiatsverfahren gesprochen hatte, obwohl bei der außergerichtlichen Einigung Stillschweigen vereinbart worden war. Lewis hatte in dem Interview unter anderem gesagt: „Der Angriff bestand nicht darin, dass Ray Parker Jr. dieses Lied gestohlen hat, er stand eher symbolisch für eine Industrie, die etwas will – sie wollten unseren Impuls, und sie wollten ihn kaufen... er ist nicht zu verkaufen. Am Ende, vermute ich, behielten sie recht. Ich vermute, er war zu verkaufen, denn im Grunde haben sie ihn am Ende gekauft.“

## Rezeption

### Chartplatzierungen
I Want a New Drug erreichte Platz 6 der US-amerikanischen Billboard Hot 100. Es war die bis dahin höchste Chartnotierung einer Single dieser Band in den Vereinigten Staaten. In Deutschland erreichte das Lied Platz 27 der Charts.
| ChartsChartplatzierungen       | Höchstplatzierung | Wochen |
| ------------------------------ | ----------------- | ------ |
| Deutschland (GfK)              | 39 (11 Wo.)       | 11     |
| Vereinigte Staaten (Billboard) | 6 (19 Wo.)        | 19     |

| ChartsJahrescharts (1984)      | Platzierung |
| ------------------------------ | ----------- |
| Vereinigte Staaten (Billboard) | 55          |

### Auszeichnungen für Musikverkäufe
In den Vereinigten Staaten wurde das Lied am 30. Januar 1989 mit einer Goldenen Single für mehr als 500.000 verkaufte Exemplare ausgezeichnet.
| Land/Region               | Auszeichnungen für Musikverkäufe (Land/Region, Auszeichnung, Verkäufe) | Verkäufe |
| ------------------------- | ---------------------------------------------------------------------- | -------- |
| Kanada (MC)               | Gold                                                                   | 50.000   |
| Vereinigte Staaten (RIAA) | Gold                                                                   | 500.000  |
| Insgesamt                 | 2× Gold ·                                                              | 550.000  |

## Coverversionen

### Weird Al Yankovic
Für Yankovic’ Parodie des Liedes „rächte“ sich Huey Lewis 2013 in einer Video-Parodie auf American Psycho, die bei Funny or Die veröffentlicht wurde. In Anlehnung an die Szene, in der die Hauptfigur des Films, Patrick Bateman (gespielt von Christian Bale), über die Bedeutung des Huey-Lewis-&-the-News-Albums Fore! und insbesondere des Liedes Hip to Be Square doziert, bevor er seinen Besucher mit einer Axt erschlägt, hält Lewis Yankovic in einer identisch gestalteten Szene einen Vortrag über die Bedeutung und Wirkung des Films, während er sich eine Regenjacke überzieht und eine Axt holt. Nachdem Yankovic ihn gefragt hat, warum die ganze Wohnung mit Zeitungspapier ausgelegt ist, und ob dies „ein-Huey-Lewis-&-the-News-Scherz oder sowas“ sei, antwortet Lewis: „Nein, Al.“ Anschließend zeigt er Yankovic einen kurzen Ausschnitt aus American Psycho, greift dann ebenfalls zur Axt und tötet Yankovic. Der Clip endet mit Lewis’ Worten: „Versuch jetzt nochmal, eines meiner Lieder zu parodieren, du dummer Bastard!“ Eine Medikamentendose, die im Clip zu sehen ist, trägt die Aufschrift “Lewis, Huey New Drug.”

### Weitere Coverversionen
Verschiedene Künstler nahmen Coverversionen des Liedes auf, beispielsweise Asleep at the Wheel (1987) oder Elio e le Storie Tese (1998 als La donna nuda). Weird Al Yankovic veröffentlichte 1985 eine I Want a new Duck betitelte Parodie auf das Lied.